# 耶魯保留劇院
耶魯保留劇院（英語：Yale Repertory Theatre）是位於美國康涅狄格州纽黑文的地區劇院，由耶鲁戏剧学院院長羅伯特·布魯斯坦於1966年創立，旨在促進戲劇專業人士和才華橫溢的學生之間的有意義的合作；已成為最早的傑出地區劇院之一。劇院位於耶魯大學市中心主校區的邊緣，佔據了前加略山浸信會教堂（Calvary Baptist Church）。
知名戲劇《鋼琴課》1987年曾在此演出；之後在2011年重返此地演出。

## 加略山浸信會教堂建築
採用哥德復興式建築的加略山浸信會教堂（Calvary Baptist Church）建於1846年，坐落在紐黑文創始人之一理查德·普拉特（Richard Platt）的原居地上。教堂被裁減後，改由耶魯大學接管，此前該大學已有一間非教派教堂能使用。